# Norðurá (Héraðsvötn)
Norðurá  (isl. „rzeka północna”) – rzeka w północnej Islandii, jedna z rzek tworzących rzekę Héraðsvötn, uchodzącą później do fiordu Skagafjörður.  Powstaje z połączenia kilku strumieni w południowej części półwyspu Tröllaskagi. Płynie w kierunku południowo-zachodnim, a następnie zachodnim aż do połączenia z rzeką Austari-Jökulsá, tworząc Héraðsvötn, która płynie w kierunku północnym do ujścia. W dolnym biegu rzeki Norðurá jej doliną biegnie droga krajowa nr 1.